# イザベラ・スチュワート・ガードナー美術館
イザベラ・スチュワート・ガードナー美術館（英: Isabella Stewart Gardner Museum）は、アメリカ合衆国マサチューセッツ州ボストンにある美術館。ヨーロッパ、アジア、アメリカの絵画、彫刻、タペストリー、装飾品など、世界的に価値のあるさまざまな美術品を収蔵している。建物、設備、収集のすべてが、一個人が所有し、創設したものである。現在のイザベラ・スチュワート・ガードナー美術館では、歴史的美術品、現代美術品の展示はもちろん、コンサート、講義、家族・地域向け学習講座など多種多様な活動を主催している。
創設者のイザベラ・スチュワート・ガードナーにちなんで、名前がイザベラという女性は美術館への入場が無料で、不定期に開催される特別なイベントに招待されることがある。2009年1月1日には、誕生日に美術館を訪れる観客は入場を無料とすると発表した
。

## 歴史

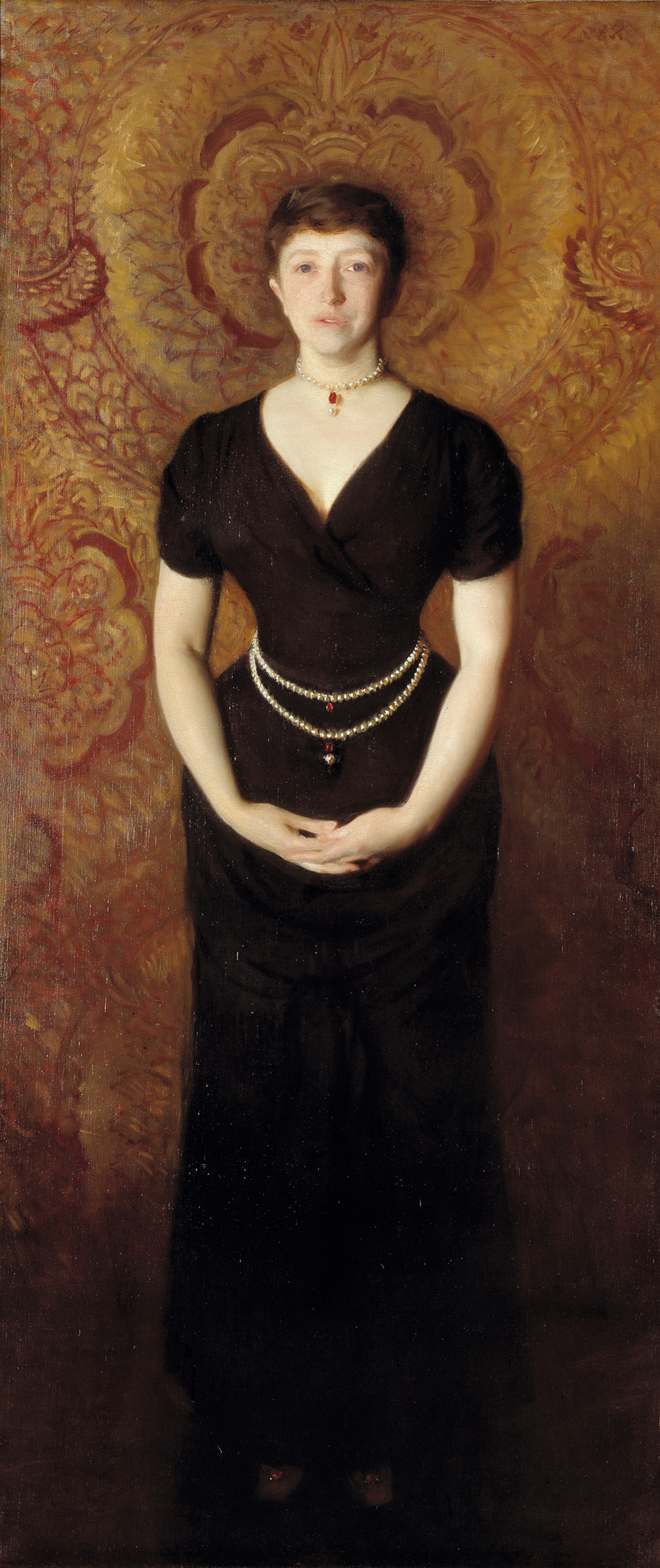
『イザベラ・スチュワート・ガードナーの肖像』（1888年）
ジョン・シンガー・サージェント
美術館創設者イザベラ・スチュワート・ガードナー

フィランソロピストで美術品コレクター、芸術家のパトロンとして著名なアメリカ人女性イザベラ・スチュワート・ガードナー（1840年4月14日 - 1924年7月17日）が1903年に美術館を開設した。ギャラリーは15世紀ヴェネツィアの大邸宅を模してデザインされており、ヴェネツィアにあるバルバロ邸 (en:Palazzo Barbaro) からの影響を強く受けている。

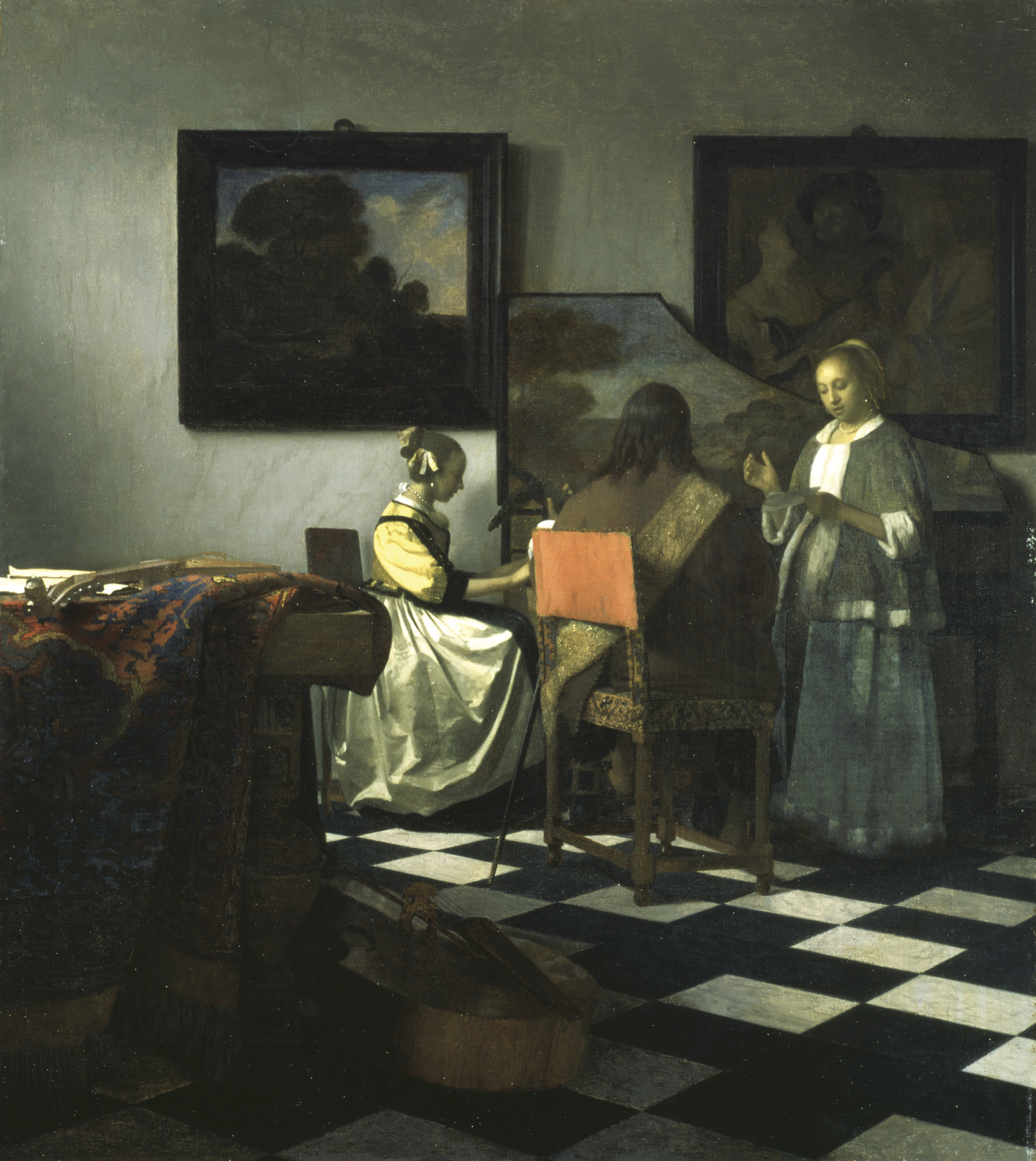
『合奏』（1658年 - 1660年頃）
ヨハネス・フェルメール
1990年に盗難に遭った絵画（後述）

イザベラが美術品を熱心に収集し始めたのは、1891年に父が死去して巨額の遺産を相続してからである。1892年にパリのオークションでヨハネス・フェルメールの『合奏』を購入したのが、最初の重要な美術品の入手となった。1894年にはボッティチェリの絵画入手を希望していたイザベラに、アメリカ人美術史家バーナード・ベレンソンから購入協力の申し出があった。これ以降ベレンソンはイザベラの70点近い美術品の購入に手を貸している。

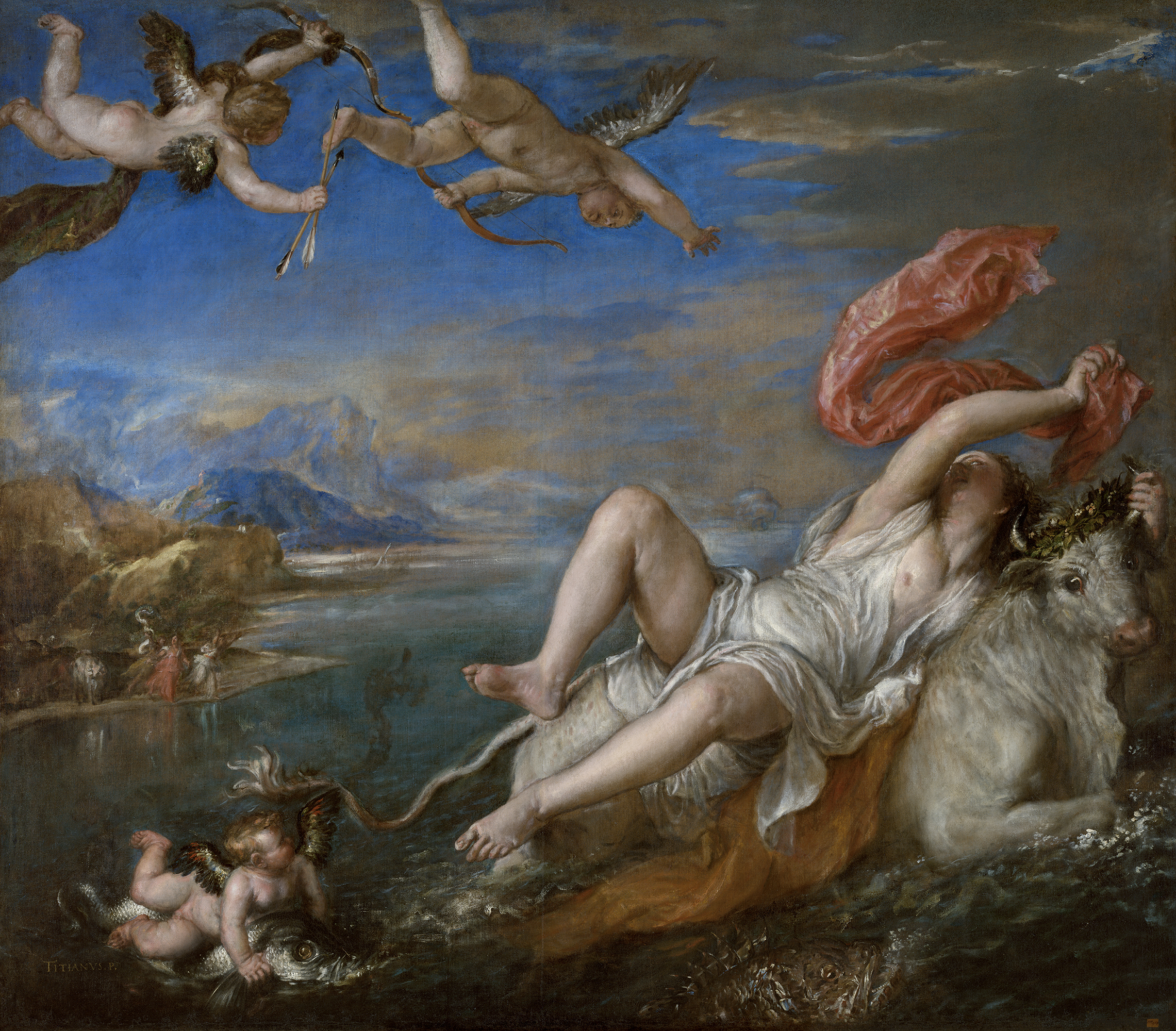
『エウロペの略奪』（1562年）
ティツィアーノ
美術館のコレクション中もっとも有名な作品の一つ

イザベラの夫ジョン・L・ガードナーが1898年に死去し、イザベラが生前の夫と語りあっていた、自分たちの美術品コレクションのために美術館を建設するという夢を実行に移した。ボストンの湿地帯フェンウェイに土地を買い、イザベラがギャラリーの雰囲気に相応しいと考えていた、15世紀ヴェネツィアのルネサンス風邸宅をモデルとした美術館の設計を建築家ウィラード・T・シアーズ (en:Willard T. Sears) に依頼した。三階建ての美術館は中庭を囲むようにデザインされ、中庭には四季折々の草花が植えられている。イザベラは設計のあらゆる要素に口を出し、優れた建築家だったシアーズが、まるでイザベラのデザインを実行に移す単なる建築技師に過ぎないと思っているのではないかと冗談を言われるほどだった。
よく誤解されていることだが、美術館の建物はヴェネツィアの旧邸をボストンへとそのまま移築したものではない。新しい建材を使用して建造されており、細部の装飾などにヨーロッパから持ち込まれた大量のゴシック期、ルネサンス期の古美術品が使用されているだけで、床面には特別にデザインされたタイルが用いられている。現代のコンクリートは建築要素として一部使用されており、アンティークの柱頭が現代のコンクリートで作られた柱の頂点を飾っている。中庭はガラスの屋根で覆われ、鉄で出来た梁で支えられている。
ギャラリーの完成後イザベラは1年をかけて美術コレクションを慎重にレイアウトし、著名な西洋絵画や西洋彫刻と、まったく異なる文化や時代の絵画、調度品、織物などが自然に調和する空間を作り出すことに心を砕いた。その結果、イザベラ・スチュワート・ガードナー美術館のくつろいだ雰囲気は、絵画や中庭の花々を観賞するのに相応しいとして高く評価されている。大多数の美術品は分類されてはおらず、ぼんやりとした照明は現代美術館というよりも、個人の邸宅にいるかのような印象を与えている。
美術館が開館したのは1903年1月1日のことで、ボストン交響楽団のメンバーが演奏する盛大な式典が開かれ、招待客にシャンパンとドーナツが振舞われている。イザベラが存命中には、このギャラリーは「フェンウェイ・コート (Fenway Court)」と呼ばれていた。イザベラは芸術家、演奏家、学者などをフェンウェイ・コートに招き、豊富な美術コレクションと魅力的なヴェネツィア風の雰囲気から、何らかの刺激を彼らに与えようとした。イザベラに招待された人物にはアメリカ人画家のジョン・シンガー・サージェント、ドイツ人作曲家のチャールズ・マーティン・レフラー、アメリカ人ダンサーのルース・セント・デニスらがいる。現在の美術館が力を入れているアーティスト・イン・レジデンス活動として、美術館中央庭園の作庭、コンサートや、イザベラの遺志を継いで継続されている革新的な教育計画などがあげられる。

イザベラは1924年に死去し、遺言によって美術館への100万ドルの寄贈と、今後の美術館運営に関する大まかな規定が残された。その規定とは、イザベラが自身の美術に対する思想と美術館を設立した目的から、ギャラリーの美術品コレクションを「大衆がつねに体験でき、楽しめるように」永続的に展示し続けるとするもので、もしこの規定が守られないのであればコレクションをすべて売却し、遺産ともどもハーヴァード大学へ寄付することとなっていた。

## 収蔵品
イザベラが収集し、展示した美術品は、絵画、彫刻、調度品、織物、ドローイング、銀製品、陶磁器、装飾写本、稀覯本、写真、古代ローマ時代の書簡など2,500点以上にのぼる。時代や国も、中世ヨーロッパ、ルネサンス期イタリア、アジア、イスラム諸国、19世紀フランス、アメリカ合衆国と多岐にわたっている。ギャラリーに作品が収蔵されている著名な芸術家として、ティツィアーノ、レンブラント、ミケランジェロ、ラファエロ、ボッティチェリ、マネ、ドガ、ホイッスラー、サージェントらがいる。マティスの作品を最初に収蔵したアメリカの美術館は、イザベラ・スチュワート・ガードナー美術館である。
特に有名な絵画として、ティツィアーノの『エウロペの略奪』、サージェントの『エル・ハレオ』、『イザベラ・スチュワート・ガードナーの肖像』、フラ・アンジェリコの『聖母の死と被昇天』、レンブラントの『23歳の自画像』、チェッリーニの『ビンド・アルトヴィーティの肖像』、ピエロ・デラ・フランチェスカの『ヘラクレス』が収蔵されている。
美術品のほかにも、イザベラがヘンリー・アダムズ、T・S・エリオット、サラ・ベルナール、オリバー・ウェンデル・ホームズらと交わした書簡7,000以上が収蔵されている。

## 増築計画

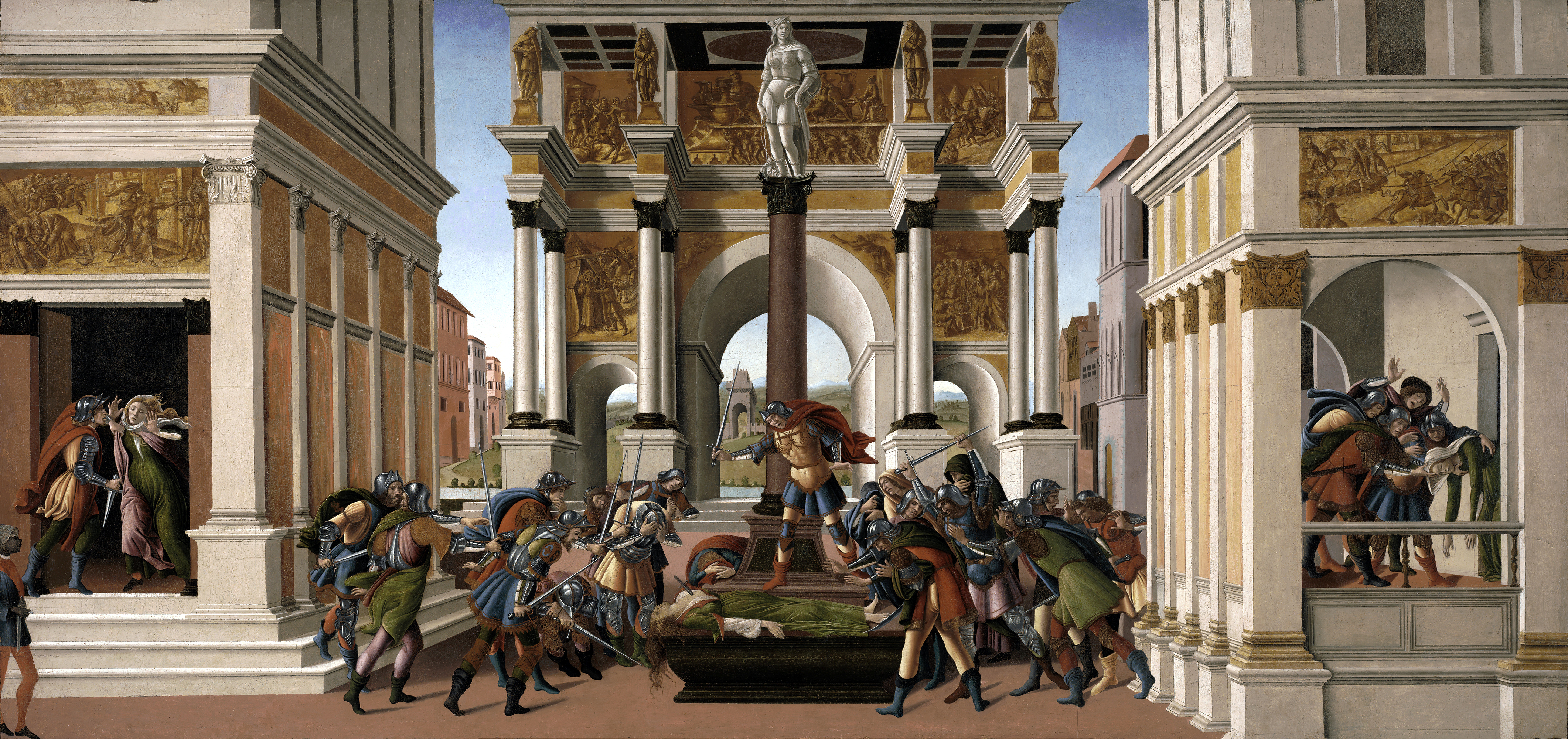
『ルクレティアの物語』（1496年 - 1504年）
ボッティチェリ

2002年に美術館評議委員会は、ギャラリーの歴史的建築物を保存するためと、イザベラの遺志を以降も引継ぐためには新棟の増築が必要であるとの判断を下した。2004年にはプリツカー賞を受賞したイタリア人建築家レンゾ・ピアノと、イタリアのジェノヴァのピアノの建築事務所が新棟の設計者として選ばれた。新棟はもともとのギャラリーのデザインを尊重し、規模、外観、素材などを踏襲した形で設計されている。
2009年5月にマサチューセッツ最高裁判所 (en:Massachusetts Supreme Judicial Court) が美術館の増築計画が、イザベラの遺言と大衆への貢献に沿ったものであることを承認し、関係する各都市ならびに州政府の関係機関からも公認された。
新棟には、芸術、音楽、園芸といったイザベラの遺志をさらに推し進めるために、入館者へのサービス、コンサート、特別展示、講座などに使用できるスペースが確保され、完成は2012年が予定されており、計画全体のコストには11,800万ドルがかかると見られている。

## 絵画盗難事件

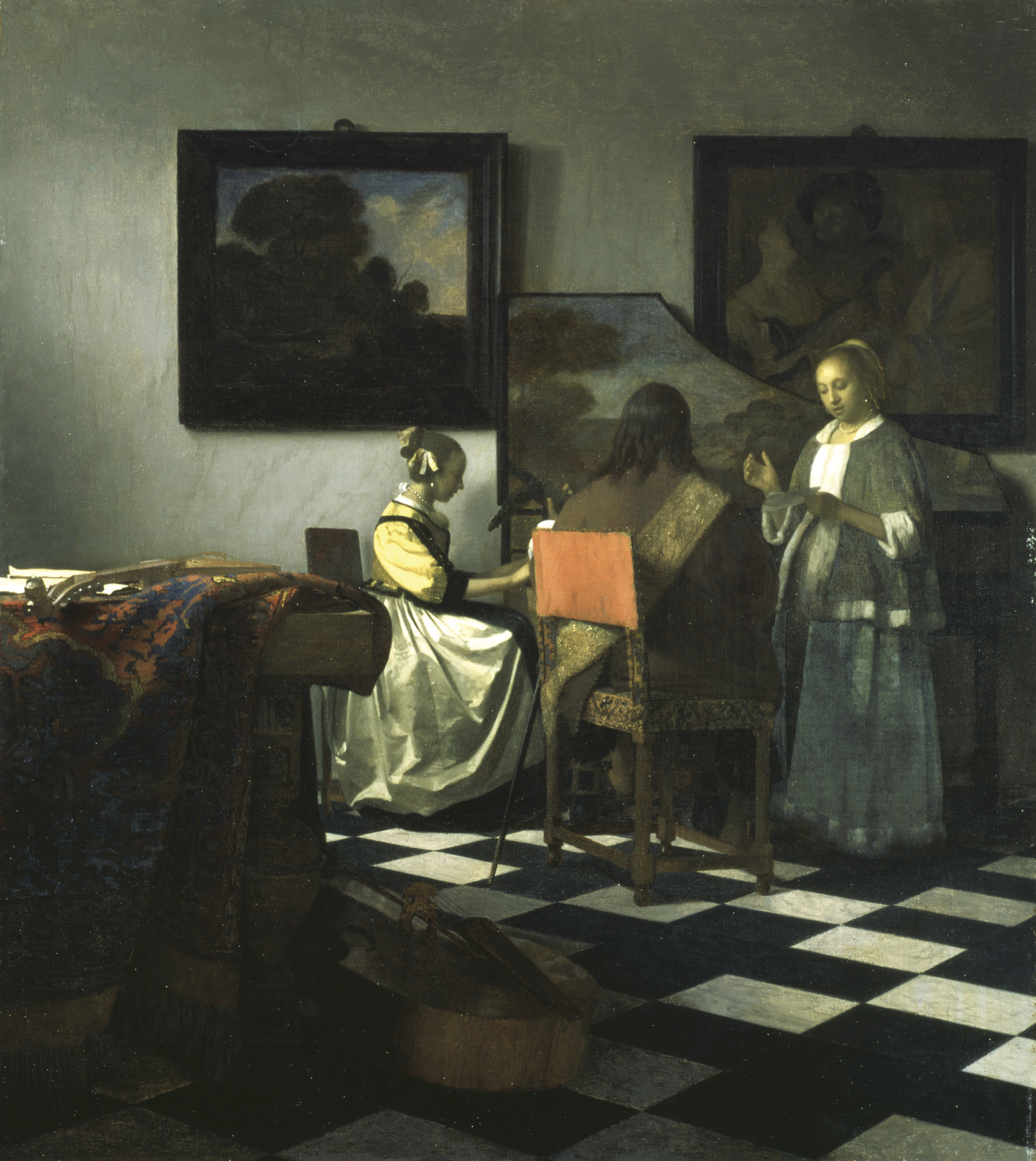
盗難を受けた『合奏』

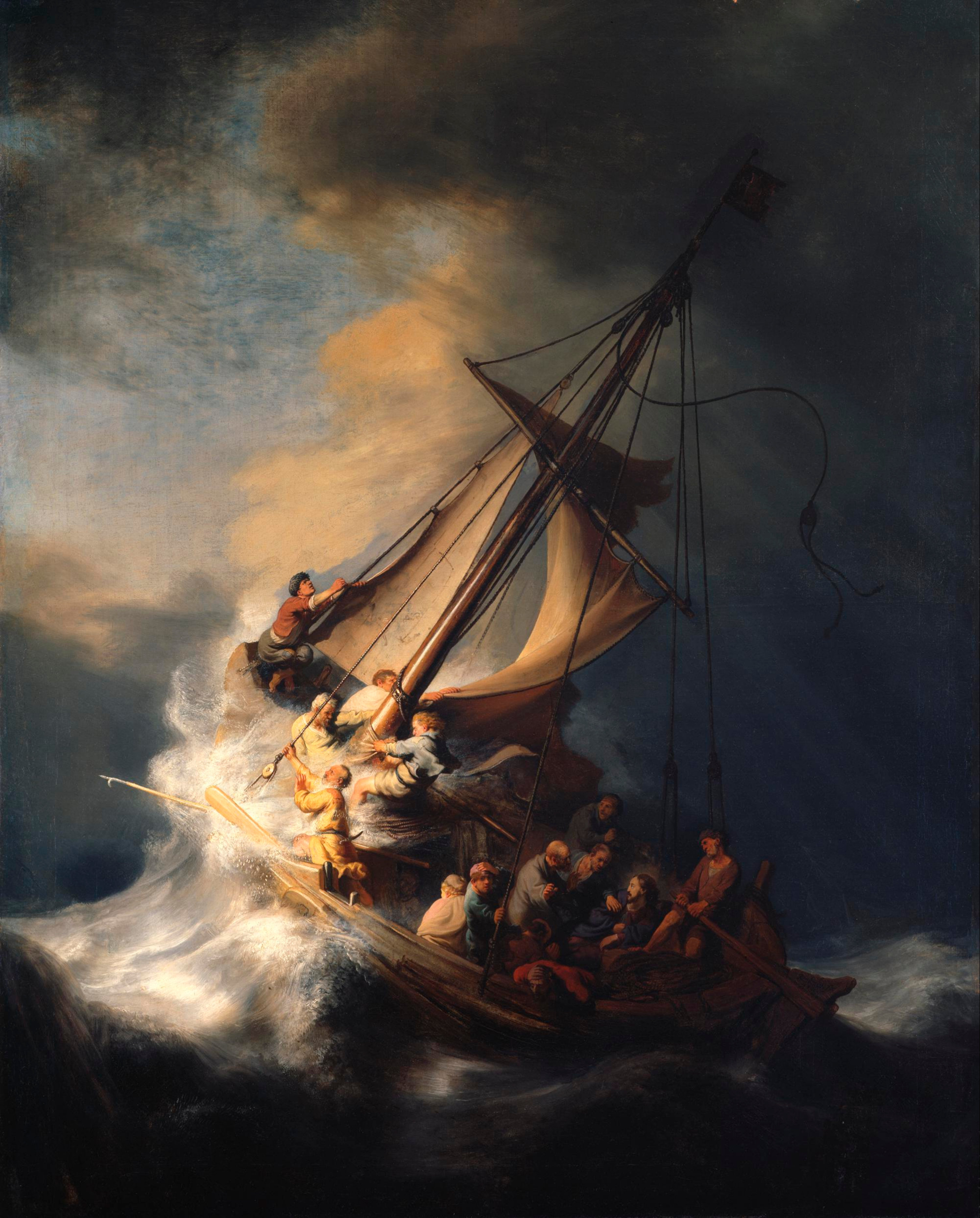
盗難を受けた『ガリラヤの海の嵐』

1990年3月18日早朝、ボストン警察を装った二人組の強盗がギャラリーに押し入り、13点の美術品を奪い去った。盗難に遭ったのは全世界に34作品しかないともいわれるフェルメールの『合奏』、『ガリラヤの海の嵐』（レンブラントが描いた唯一の海洋絵画）、『自画像』などレンブラントの作品3点、ドガのドローイング5点、マネの『トルトニ亭にて』、かつてレンブラント作と思われていた風景画、古代中国の杯、ナポレオン・ボナパルトの軍旗の先端についていた鷹の彫刻である。展示品の位置を変えないこと、というイザベラの遺言に従い、現在でも盗難された絵画への敬意と将来的な返還を願って、空の額がもとのままに壁にかけられている。
盗難された美術品はいずれも見つかっておらず、これらの美術品の総価値は5億ドルとも言われている。捜査は2011年現在でも行われており、連邦捜査局 (FBI) の盗難美術品専門部局における最優先課題になっている。イザベラ・スチュワート・ガードナー美術館は盗難美術品発見につながる情報に500万ドルの懸賞金を提示している。
1990年代にアイルランド共和軍 (IRA) への武器密売に関係していたボストンマフィアのボス、ホワイティ・バルジャーの部下二人が、盗難絵画の隠し場所を知っていると語ったことがある。しかし、そのうち一人は既に死去しており、もう一人は捜査官への証言を拒み続けている。IRAは1974年にもダブリン郊外のラスボロー・ハウス からフェルメールの作品を含む絵画19点を強奪し、絵画の返還と引き換えに服役しているIRAのメンバー4人に対する交渉に使おうとしたことがあった。
2005年に制作された『消えたフェルメールを探して 絵画探偵ハロルド・スミス』はイザベラ・スチュワート・ガードナー美術館の美術品盗難事件を扱った映画で、過去に同じテーマでCourt TVにより制作放映された作品内容とは多少相違がある。他にも2021年公開のNetflixのテレビシリーズ『ガードナー美術館盗難事件　消えた5億ドルの至宝』があり、またCNBCのテレビシリーズ『アメリカングリード』やテレビアニメ『ザ・シンプソンズ』のエピソードに使われるなど、複数の映像作品で取り上げられている。
2013年、犯人は中部大西洋岸諸州とニューイングランドを拠点とする犯罪組織のメンバーであること、盗難後、絵画はコネチカットとフィラデルフィア方面に移送され、10年ほど前に売りに出されたことがあることなどをFBIは正式に発表した。現在も絵の行方は判明しておらず、美術館は通報者に対して500万ドルの報奨金を用意し、引き続き協力を求めている。

## ギャラリー

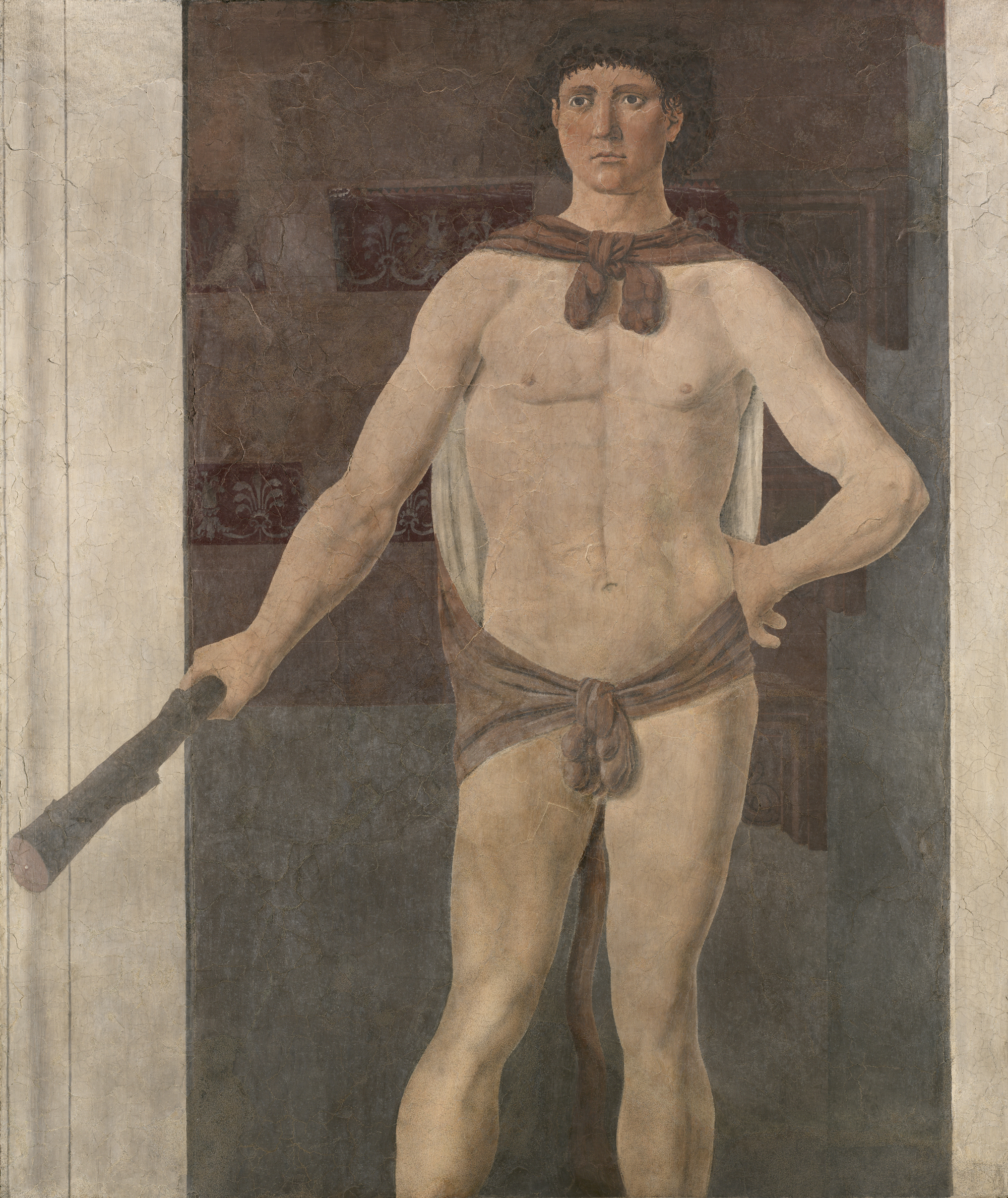
『ヘラクレス』（1465年頃） ピエロ・デラ・フランチェスカ
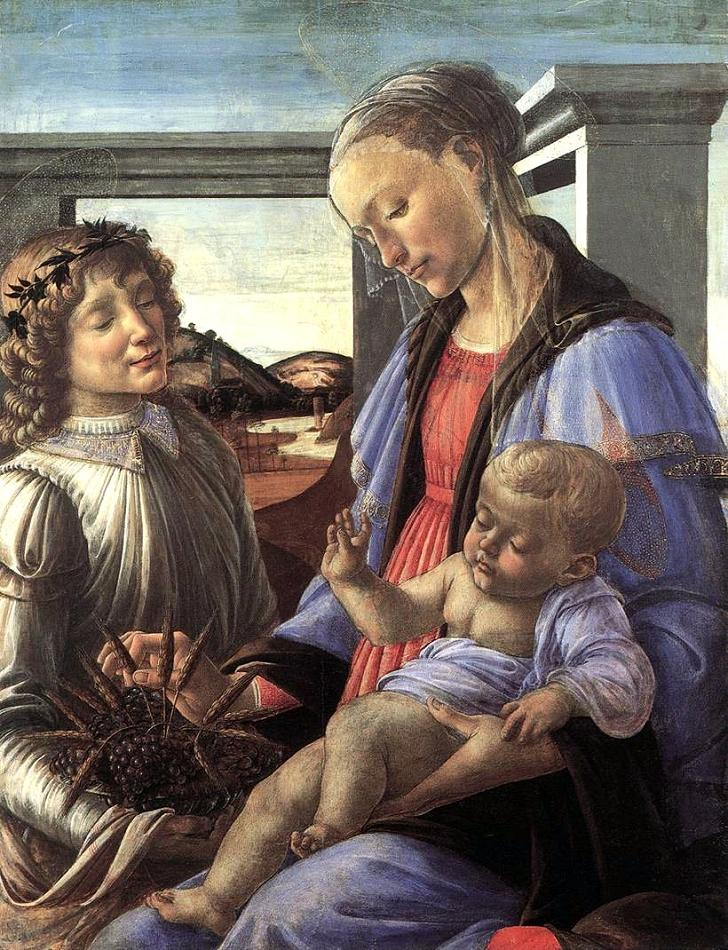
『聖母子と天使』（1470年頃） サンドロ・ボッティチェッリ
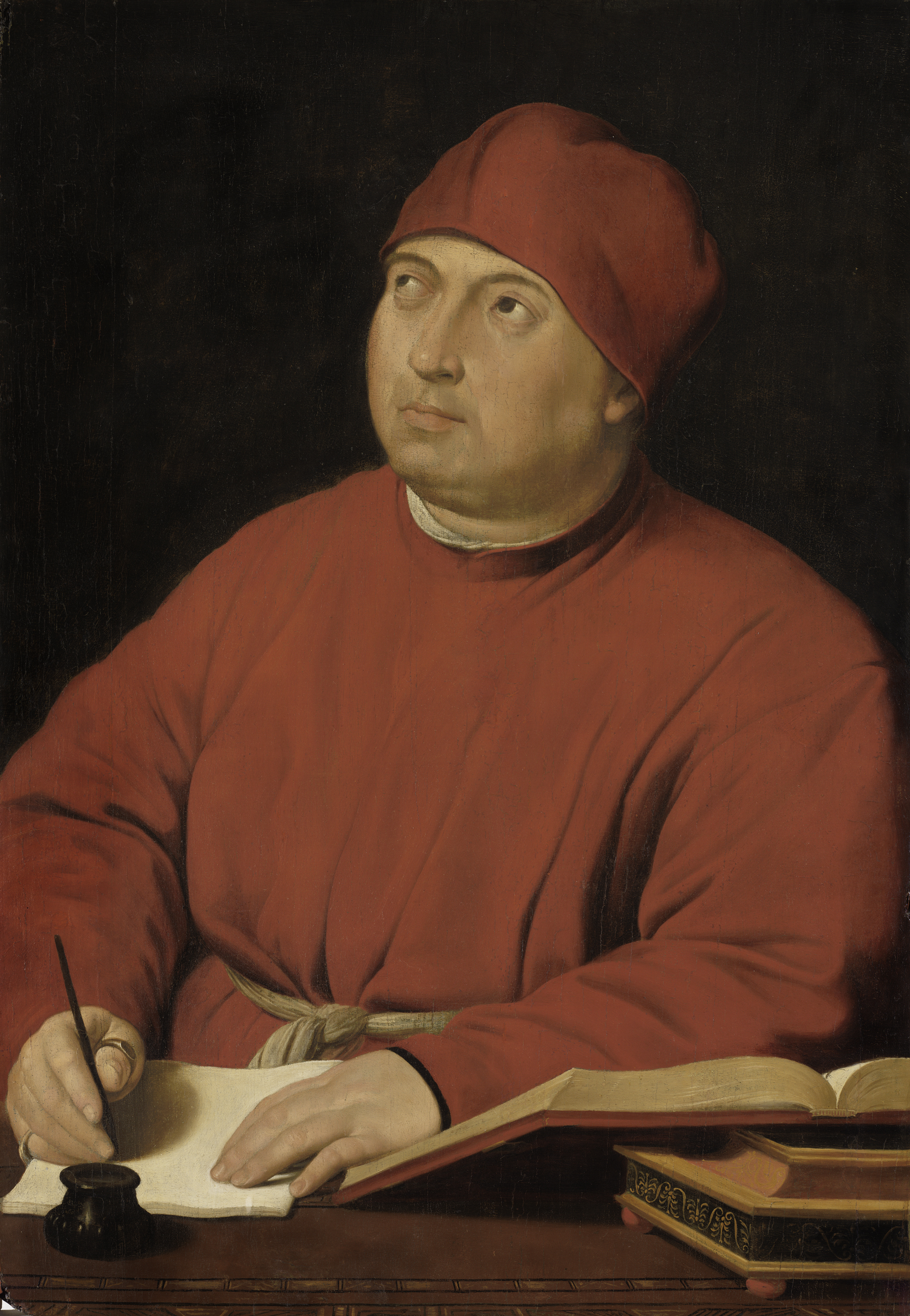
『トンマーゾ・インギラーミの肖像』（1513年頃） ラファエロ・サンツィオ
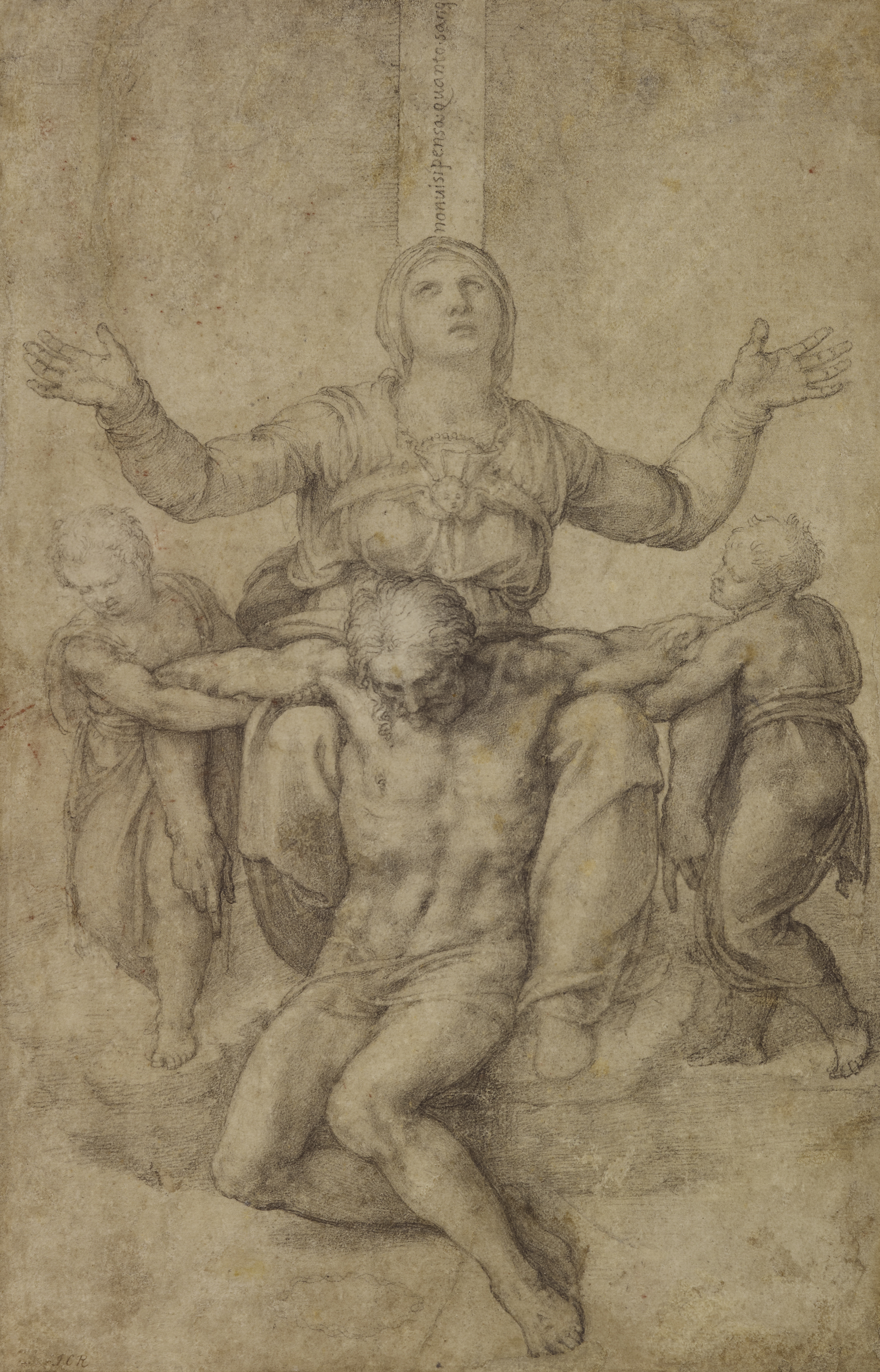
『コロンナのピエタのための習作』（1538年-1544年頃） ミケランジェロ
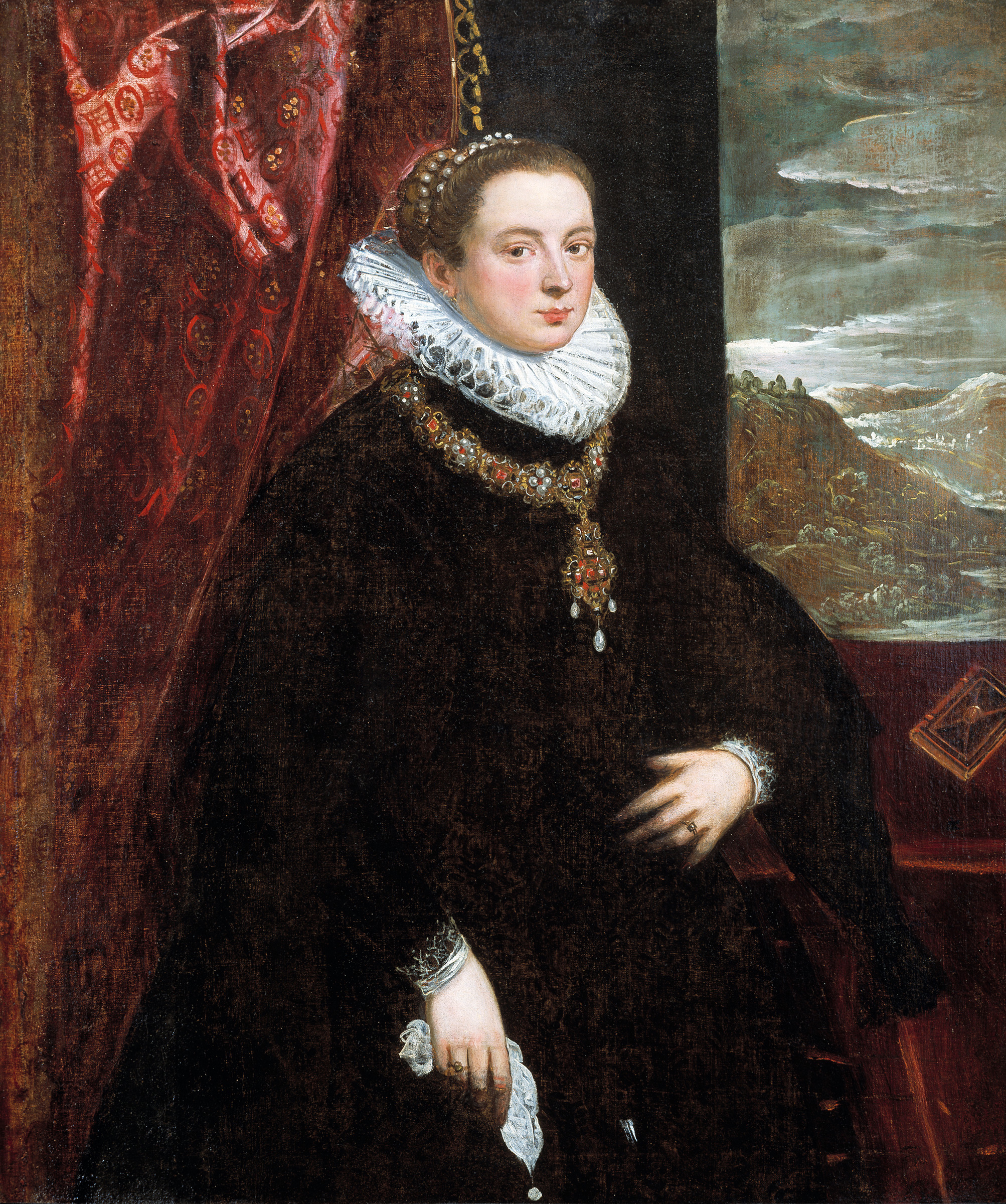
『黒衣の婦人』 （1598年-1599年） ティントレット
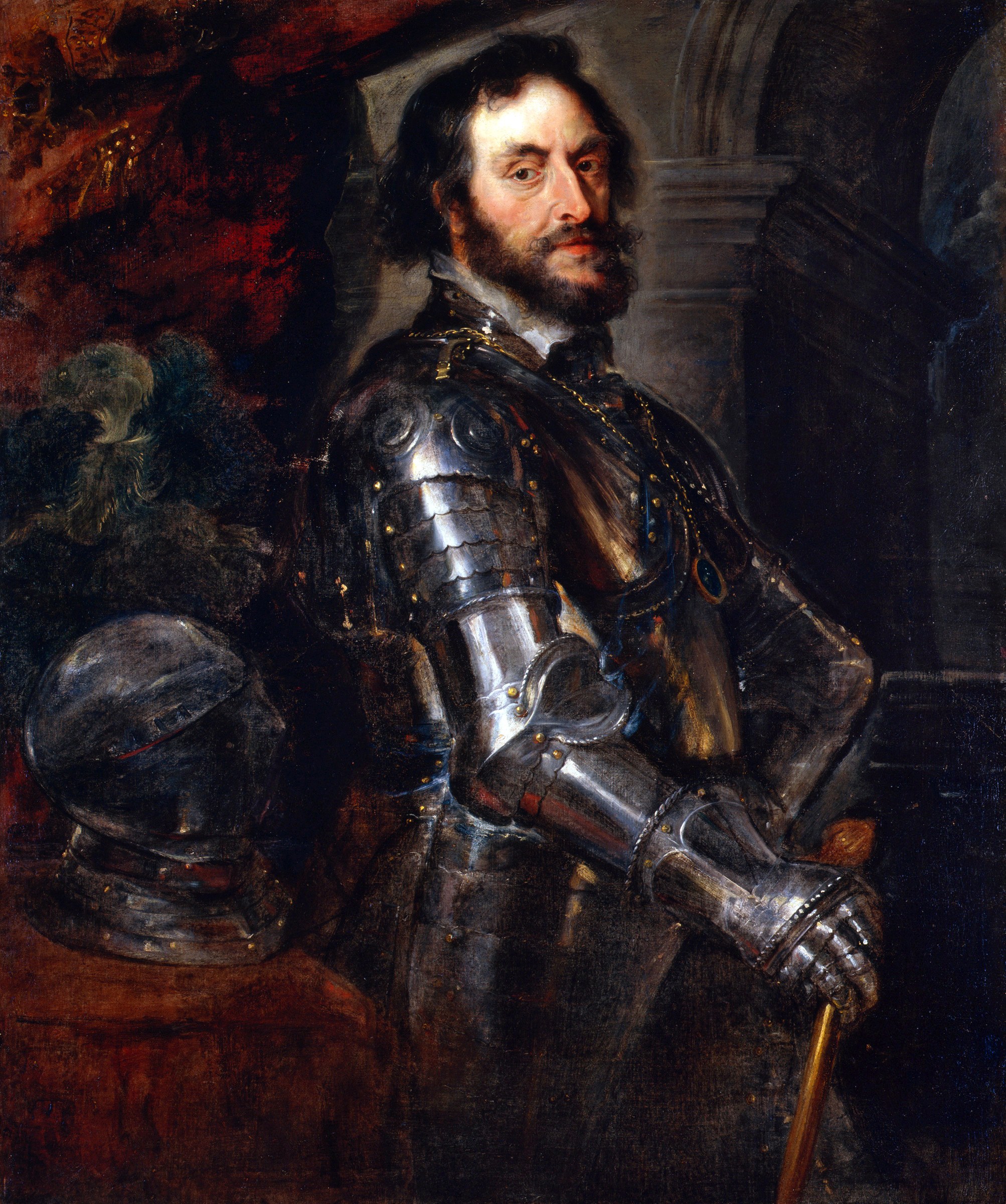
『アランデル伯爵トーマス・ハワードの肖像』 （1629年-1630年） ピーテル・パウル・ルーベンス
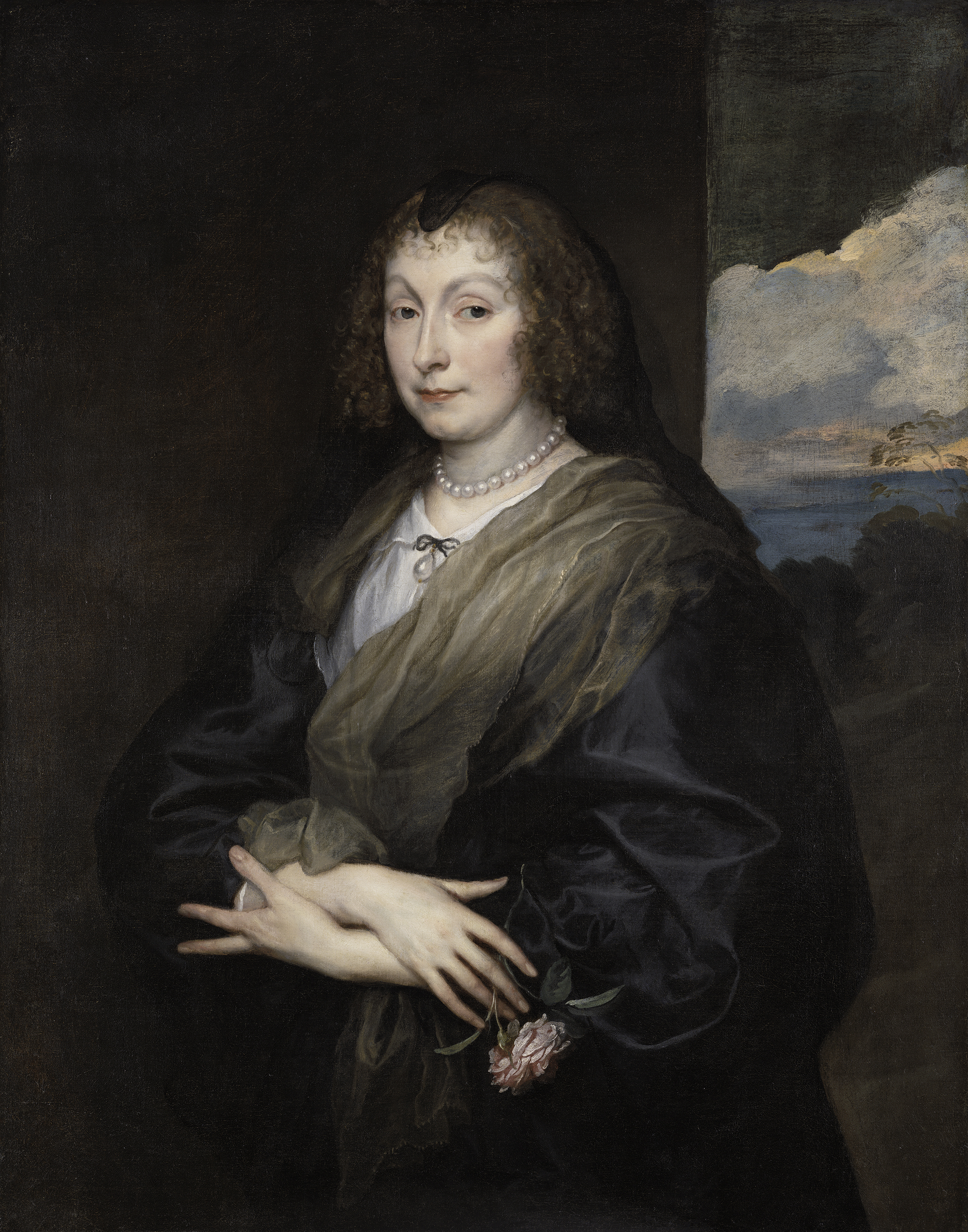
『バラを持つ貴婦人』 （1635年-1639年頃） ヴァン・ダイク
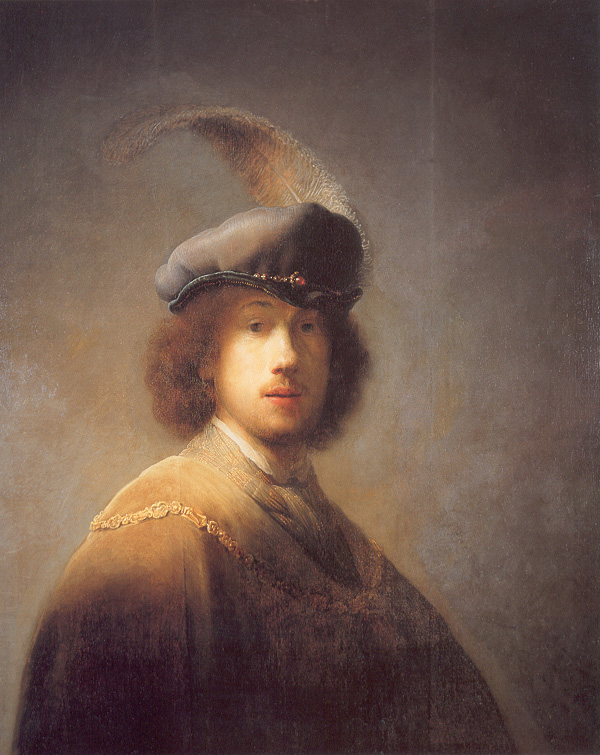
『23歳の自画像』（1629年） レンブラント・ファン・レイン
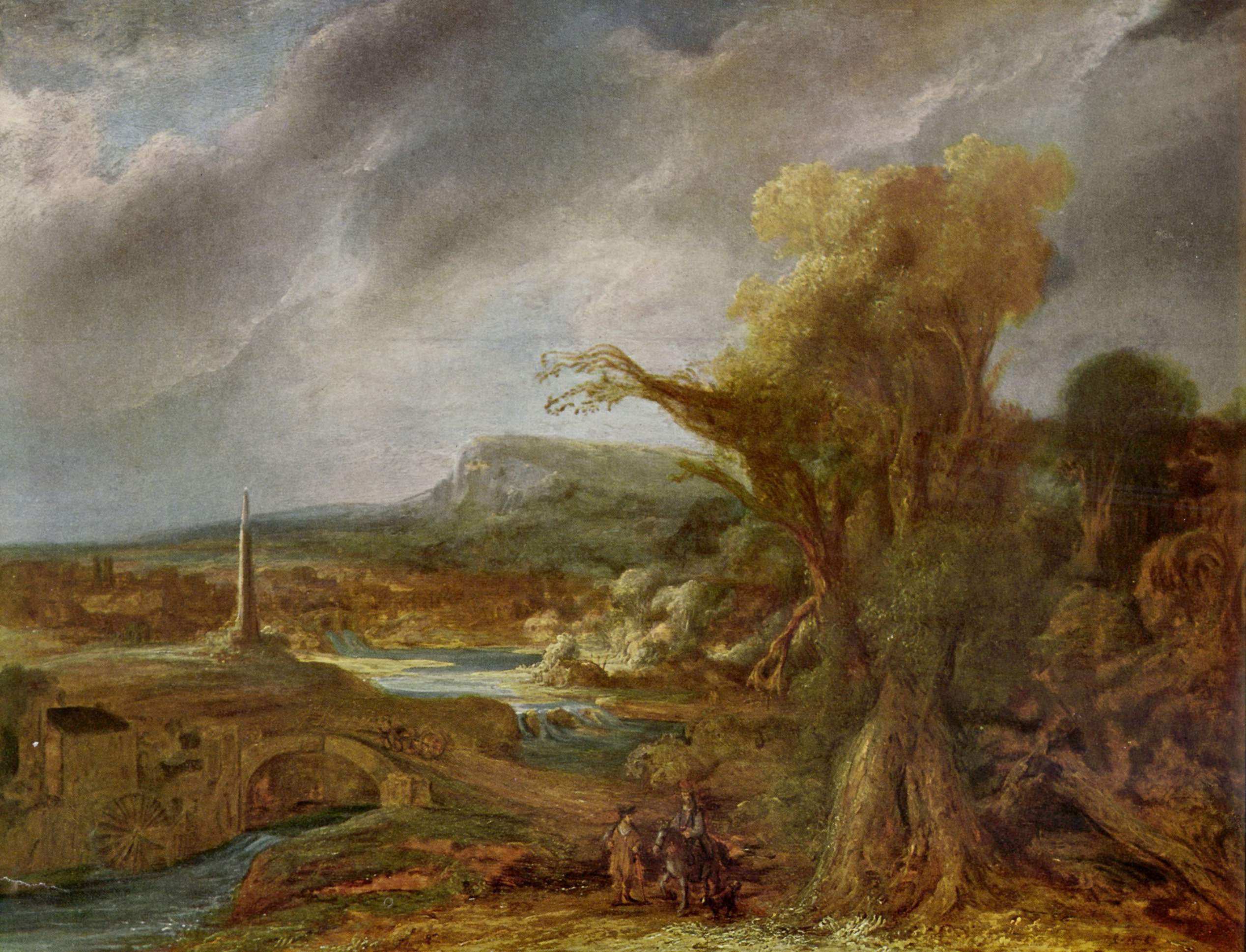
『オベリスクのある風景』（1638年） レンブラントあるいはホーファールト・フリンク 1990年の盗難絵画
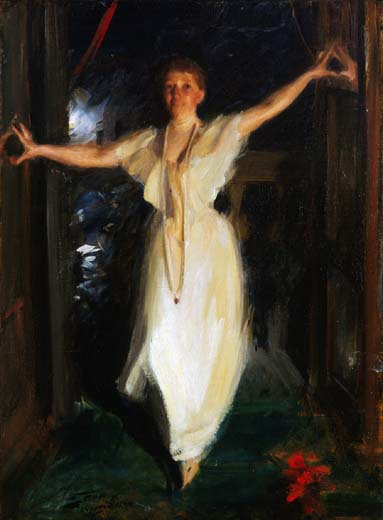
『ヴェネツィアのイザベラ・スチュワート・ガードナーの肖像』（1894年） アンデシュ・ソーン